# 水無月 (初代神風型駆逐艦)
| 画像をアップロード |                                                                       |
| 艦歴               |                                                                       |
| 計画:              | 1905年度                                                              |
| 起工:              | 1906年2月25日                                                         |
| 進水:              | 1906年11月5日                                                         |
| 就役:              | 1907年2月14日（第二十七号駆逐艦）                                     |
| 除籍:              | 1930年6月1日                                                          |
| 廃船               | 1930年7月3日                                                          |
| その後:            | 1931年5月28日 払い下げの後海礁として海没                              |
| 性能諸元           |                                                                       |
| 排水量             | 常備：381t 満載：450t                                                 |
| 全長               | 69.2メートル                                                          |
| 全幅               | 6.6メートル                                                           |
| 吃水               | 1.8メートル                                                           |
| 機関               | レシプロエンジン2基2軸、6,000hp                                       |
| 最大速力           | 29ノット                                                              |
| 航続距離           | 11ノット/850カイリ                                                    |
| 乗員               | 70人                                                                  |
| 兵装               | 80mm（40口径）単装砲 2門 80mm（28口径）単装砲 4門 450mm魚雷発射管 2門 |

水無月（みなづき）は日本海軍の駆逐艦。初代神風型駆逐艦の27番艦である。同名艦に睦月型駆逐艦の「水無月」がある為、こちらは「水無月 (初代)」や「水無月I」などと表記される。

## 艦歴
1907年（明治40年）2月14日、三菱合資会社三菱造船所（現・三菱重工長崎造船所）で建造、竣工。または1905年7月12日起工、1906年11月5日進水、同年12月20日竣工。船番187。
1924年（大正13年）12月1日、駆逐艦から掃海艇へと類別変更。1928年（昭和3年）8月1日、変更に伴い、「第十号掃海艇」に改称する。
1930年（昭和5年）6月1日除籍、「廃駆逐艦第十号」へと仮称。7月3日廃船。
1931年（昭和6年）5月28日に売却され、高知県で漁礁として海没。

## 艦長
※『官報』に基づく。階級は就任時のもの。
駆逐艦長
- 東島乙吉郎 少佐：1907年1月18日 - 1907年7月1日
- 加々良乙比古 大尉：1907年7月1日 - 9月28日
- 原完二 大尉：1907年9月28日 - 1908年12月23日
- 石川庄一郎 大尉：1908年12月23日 - 1909年2月1日
- （兼）馬島専之助 大尉：1909年2月1日 - 12月1日
- 唐沢忠祥 大尉：1909年12月1日 - 1910年7月16日
- 森田但次 大尉：1910年7月16日 - 1911年4月17日
- 影浦喜次郎 大尉：1911年4月17日 - 1913年8月10日
- 佐川英夫 少佐：1913年8月10日 - 1914年3月23日
- 関谷光平 大尉：1914年3月23日 - 1916年6月1日
- 小川又喜 大尉：1916年6月1日 - 12月1日
- 工藤健次郎 大尉：1916年12月1日 - 1917年12月1日[2]
- 高島田政耕 大尉：1917年12月1日[2] - 1918年12月13日[3]
- （兼）影浦喜次郎 中佐：1918年12月13日[3] - 不詳
- （兼）堀内宗平 中佐：不詳 - 1919年2月1日[4]
- （兼）影浦喜次郎 中佐：1919年2月1日[4] - 7月29日[5]
- 佐野哲 大尉：1919年7月29日[5] - 1921年1月20日[6]
- 山下深志 大尉：1921年1月20日[6] - 1922年3月20日[7]
- 中原達平 大尉：1922年3月20日[7] - 1922年7月1日[8]
- 友成佐市郎 大尉：1922年7月1日 - 1923年12月1日
- 佐々木喜代治 大尉：不詳 - 1924年8月25日[9]
- 広瀬末人 大尉：1924年8月25日 - 12月1日

掃海艇長
- 手束五郎 大尉：1924年12月1日 - 1925年12月1日
- 成田忠良 大尉：1925年12月1日[10] - 1927年11月15日[11]
- 八木九五 大尉：1927年11月15日[11] - 1928年12月10日[12]
- 北村昌幸 大尉：1928年12月10日 - 1929年11月1日
- （兼）上田光治 大尉：1929年11月1日[13] - 1930年1月20日[14]